# Вега, Леандро
Леандро Себастьян Вега (исп. Leandro Sebastián Vega; родился 27 мая 1995 года в Хосе-Клементе-Пас, Аргентина) — аргентинский футболист, защитник клуба «Эмелек». Участник Олимпийских игр 2016 года в Рио-де-Жанейро.

## Клубная карьера
Вега — воспитанник клуба «Ривер Плейт». 30 марта 2015 года в матче против «Химнасии Ла-Плата» он дебютировал в аргентинской Примере. Летом 2016 года Леандро на правах аренды перешёл в «Ньюэллс Олд Бойз», но за клуб так и не сыграл. Летом 2017 года Вега был арендован «Сан-Мартин Сан-Хуан». 28 октября в матче против «Эстудиантеса» он дебютировал за новый клуб.
Летом 2018 года Вега на правах аренды перешёл в эквадорский «Эмелек». 22 июля в матче против «Текнико Университарио» он дебютировал в эквадорской Серии A. 16 сентября в поединке против «Эль Насьональ» Леандро забил свой первый гол за «Эмелек».

## Международная карьера
В 2013 года Вега в составе юношеской сборной Аргентины принял участие в домашнем юношеском чемпионате Южной Америки. На турнире он сыграл в матчах против Эквадора, Колумбии, Перу, Бразилии, а также дважды Венесуэлы и Парагвая. В поединке против колумбийцев Леандро забил гол.
Летом того же года Вега принял участие в юношеском чемпионате мира в ОАЭ. На турнире он сыграл в матчах против команд Туниса, Кот-д'Ивуара, Ирана, Австрии, Мексики и Швеции.
В начале 2015 года Леандро в составе молодёжной сборной Аргентины выиграл  молодёжный чемпионат Южной Америки в Уругвае. На турнире он сыграл в матчах против команд Уругвая, Колумбии, Боливии, Эквадора, а также дважды Перу и Парагвая. В поединке против эквадорцев Факундо забил гол. Летом того же года Леандро в составе сборной принял участие в молодёжном чемпионате мира в Новой Зеландии. На турнире он был запасным и на поле не вышел.
Летом 2016 года Вега в составе олимпийской сборной Аргентины принял участие в Олимпийских играх в в Рио-де-Жанейро. На турнире он сыграл в матче против команды Гондураса.

## Достижения
Международные
 Аргентина (до 20)
- Чемпионат Южной Америки по футболу среди молодёжных команд — 2015